# Blockstream
Blockstream — компания, занимающаяся технологиями блокчейна, возглавляемая соучредителем Адамом Бэком, со штаб-квартирой в Виктории, Канада и офисами с персоналом по всему миру. Компания разрабатывает ряд продуктов и услуг для хранения и передачи Биткойна и других цифровых активов.
На сегодняшний день компания привлекла $210 млн от инвесторов, в том числе от венчурных компаний Horizons Ventures, Mosaic Ventures и AXA Strategic Ventures.

## Продукты

### Liquid Network
12 октября 2015 года компания Blockstream объявила о выпуске прототипа сайдчейна Liquid, который мог бы обеспечить передачу активов между сайдчейном Liquid и основным блокчейном Биткоина. 11 октября 2018 года была официально запущена готовая к производству реализация сайдчейна Liquid под названием Liquid Network, которая призвана облегчить взаимодействие между основной цепочкой биткоина и сайдчейном Liquid для расширения возможностей биткоина.
Liquid использует Elements Core, протокол сайдчейна, также разработанный Blockstream и построенный на кодовой базе Bitcoin Core, который представляет несколько функций, включая конфиденциальные транзакции, Segregated Witness (или SegWit), выдачу собственных активов и новые коды операций. Версия Elements Core 0.18.1.6 была выпущена в марте 2020 года.
Blockstream заявляет, что Liquid сокращает задержки и потери при нормальном переводе биткоинов. По утверждению Blockstream, участвующие в проекте биржи (в частности, Bitfinex, BitMEX и OKCoin) позволяют сократить контрагентский риск для трейдеров и обеспечивают практически мгновенные финансовые транзакции между своей платформой и другими биржами или кошельком (кошельками) трейдера. Новые блоки добавляются в сайдчейн Liquid каждую минуту, в отличие от 10-минутного интервала между блоками в Bitcoin.

### Blockstream Satellite
В 2017 году Blockstream объявила о доступности односторонней спутниковой трансляции всего блокчейна Биткоин в целях обеспечения возможности распространения действительных транзакций Bitcoin среди людей, не имеющих доступа к Интернету, или во время сбоев, например отключения Интернета. В 2018 году компания Blockstream расширила спутниковую сеть Bitcoin до четырех спутников в шести зонах покрытия, добавив покрытие Азиатско-Тихоокеанского региона. Компания также выпустила спецификации API, позволяющие пользователям отправлять данные через свою сеть. По состоянию на 2019 год сеть является лишь односторонней, и для отправки транзакций пользователю по-прежнему необходимо подключение к сети Bitcoin, которое может включать SMS-шлюзы или более дорогостоящий интернет.

### Канал данных криптовалюты
В начале 2018 года компания Blockstream объявила о партнерстве с Intercontinental Exchange (ICE) с целью запуска канала данных о криптовалютном рынке.

## Отраслевые партнерства

### Digital Garage
В январе 2019 года Blockstream объединилась с Digital Garage, компанией в сфере интернет-технологий из Токио, чтобы создать Crypto Garage, совместное предприятие, занимающееся разработкой технологии Bitcoin и блокчейна для японского институционального рынка. Первый продукт инициативы, названный SETTLENET, представляет собой протокол, предназначенный для институционального использования атомарных свопов.

### Bitcoin
Blockstream нанимает разработчиков из Bitcoin Core. Инженеры Blockstream разработали упрощенный язык разработки смарт-контрактов Bitcoin под названием Miniscript, который в настоящее время имеет реализации на C++ и Rust. В 2023 году исследователь Blockstream Кристиан Леве предложил новое обновление для смарт-контрактов Биткойна.

### Lightning Network
Разработчик Blockstream Расти Рассел был первым разработчиком в сфере Bitcoin, который попробовал реализовать Lightning Network летом 2015 года. В феврале 2020 года Blockstream выпустил свою собственную реализацию Lightning Network — c-lightning версии 0.8.1.

### Исследование криптографической конфиденциальности и безопасности
Blockstream опубликовал работу на тему конфиденциальных активов, конфиденциальных транзакций, безопасных мульти- и агрегатных подписей, и Simplicity, языка программирования для блокчейна.[нужен лучший источник]